# Вулиці Нікополя
У місті Нікополь Нікопольського району Дніпропетровської області станом на 2024 рік налічується 420 топонімів: 1 проспект, 1 майдан, 2 площі, 3 парки, 4 сквери, 324 вулиці, 2 узвози й 83 провулки.

## Перелік топонімів
| № з/п        | Попередні назви (за архівними даними)       | Діючі назви                    | Тип об'єкта                 |
| 1            | 40 років Жовтня                             | Героїв Чорнобиля               | вулиця                      |
| 2            | 50 років НЗФ, Краснодонська                 | 50-річчя НЗФ                   | вулиця                      |
| 3            | 8 Березня                                   | Миколи Топчія                  | вулиця                      |
| 4            | 8 Лютого                                    | Незламності                    | вулиця                      |
| 5            | 9 Січня                                     | Січнева                        | вулиця                      |
| 6            | А. Сєрова                                   | Володимира Ємця                | вулиця                      |
| 7            |                                             | Авангардна                     | вулиця                      |
| 8            | Ажгабатська, Ашхабатська                    | Володимира Антоновича          | вулиця                      |
| 9            | Азовського                                  | Азовська                       | вулиця                      |
| 10           | Айвазовська                                 | Айвазовського                  | вулиця                      |
| 11           | Академіка Павлова, Павлова                  | Дмитра Ільченка                | провулок                    |
| 12           | Алтайська                                   | Володимира Івасюка             | вулиця                      |
| 13           | Альпова, Томська                            | Соборна                        | вулиця                      |
| 14           | Амурський                                   | Привітний                      | провулок                    |
| 15           | Антипова                                    | Херсонська                     | вулиця                      |
| 16           | Апрельський                                 | Квітневий                      | провулок                    |
| 17           | Артема                                      | Класична                       | вулиця                      |
| 18           | Архангельська                               | Данила Нечая                   | вулиця                      |
| 19           | Астраханська                                | Авакума Зайця                  | вулиця                      |
| 20           | Багратіона                                  | Князя Мстислава Великого       | вулиця                      |
| 21           |                                             | Базарний                       | провулок                    |
| 22           | Байкальська                                 | Дмитра Байди-Вишневецького     | вулиця                      |
| 23           | Бакінська, Мікояна                          | Северина Наливайка             | вулиця                      |
| 24           | Барвінковська                               | Барвінківська                  | вулиця                      |
| 25           | Барнаульська                                | Героїв Холодного Яру           | вулиця                      |
| 26           |                                             | Баха                           | вулиця                      |
| 27           | Белінського                                 | Княгині Ольги                  | вулиця                      |
| 28           |                                             | Береговий                      | провулок                    |
| 29           |                                             | Бериславська                   | вулиця                      |
| 30           | Бєлгородська                                | Олени Теліги                   | вулиця                      |
| 31           | Білоруська                                  | Гійома Де Боплана              | вулиця                      |
| 32           | Більшовиків                                 | Вернадського                   | вулиця                      |
| 33           |                                             | Богомольця                     | вулиця                      |
| 34           | Богунська, 3-я Полігонна                    | Павла Чубинського              | вулиця                      |
| 35           | Больничний                                  | Лікарняний                     | провулок                    |
| 36           | Борзенка                                    | Буковинська                    | вулиця                      |
| 37           | Борзенка II                                 | Вишгородська                   | вулиця                      |
| 38           | Бородінська                                 | Ясна                           | вулиця                      |
| 39           | Брестська                                   | Бахмутська                     | вулиця                      |
| 40           |                                             | Будівельний                    | провулок                    |
| 41           | Будьонівська                                | Гайдамацька                    | вулиця                      |
| 42           |                                             | Буксирний                      | провулок                    |
| 43           | В. Усова, Дмитра Яворницького               | Прикордонників                 | вулиця                      |
| 44           | Васнецова                                   | Пантелеймона Куліша            | вулиця                      |
| 45           | Ватутіна                                    | Левка Лук'яненка               | вулиця                      |
| 46           | Ващенка Григорія                            | Григорія Ващенка               | вулиця                      |
| 47           |                                             | Верхній                        | провулок                    |
| 48           |                                             | Весняний                       | провулок                    |
| 49           |                                             | Виноградний                    | провулок                    |
| 50           |                                             | Вільний                        | провулок                    |
| 51           | Вільних матросів, Островського              | Вільних Матросів               | вулиця                      |
| 52           | Вітебська                                   | Вінницька                      | вулиця                      |
| 53           | Воїнів-афганців, Воїнів Інтернаціоналістів  | Захисників України             | вулиця                      |
| 54           | Войкова                                     | Різдвяна                       | вулиця                      |
| 55           | Волзький                                    | Дністровський                  | провулок                    |
| 56           |                                             | Волинська                      | вулиця                      |
| 57           | Володимира Бахірєва                         | Степана Руданського            | вулиця                      |
| 58           | Вольвача Олега                              | Олега Вольвача                 | вулиця                      |
| 59           | Воровського                                 | Прибережна                     | вулиця                      |
| 60           | Ворошиловська                               | Івана Богуна                   | вулиця                      |
| 61           | Восточний                                   | Східний                        | провулок                    |
| 62           |                                             | Вузький                        | провулок                    |
| 63           | Гагаріна                                    | Петра Калнишевського           | вулиця                      |
| 64           | Газети "Правда"                             | Електрометалургів              | вулиця                      |
| 65           |                                             | Газопровідна                   | вулиця                      |
| 66           | Гайдара                                     | Волошкова                      | вулиця                      |
| 67           | Галана                                      | Затишна                        | вулиця                      |
| 68           | Гарагулі Костянтина, Гарагулі Констянтина   | Костянтина Гарагулі            | вулиця                      |
| 69           | Гастелло                                    | Чарівна                        | вулиця                      |
| 70           | Герцена                                     | Олешківська                    | вулиця                      |
| 71           | Глинки                                      | Дмитра Павличка                | вулиця                      |
| 72           |                                             | Глібова                        | вулиця                      |
| 73           |                                             | Глухий                         | провулок                    |
| 74           |                                             | Гоголя                         | вулиця                      |
| 75           | Головка                                     | Світла                         | вулиця                      |
| 76           | Гомельська                                  | Гостомельська                  | вулиця                      |
| 77           |                                             | Гончара                        | вулиця                      |
| 78           |                                             | Горіхівська                    | вулиця                      |
| 79           |                                             | Горобиновий                    | провулок                    |
| 80           | Горького                                    | Полярна                        | вулиця                      |
| 81           | Грибоєдова                                  | Юрія Тютюнника                 | вулиця                      |
| 82           | Гродненська                                 | Гетьмана Богдана Ружинського   | вулиця                      |
| 83           |                                             | Грушка                         | вулиця                      |
| 84           | Губкіна                                     | Михайла Драгоманова            | вулиця                      |
| 85           | Д. Семенюк                                  | Щаслива                        | вулиця                      |
| 86           |                                             | Дальній                        | провулок                    |
| 87           | Декабристів                                 | Героїв Крут                    | вулиця                      |
| 88           |                                             | Деповський                     | провулок                    |
| 89           | Дзержинського                               | Святительська                  | вулиця                      |
| 90           | Дибенка                                     | Пилипа Орлика                  | вулиця                      |
| 91           | Димитрова                                   | Нова Абрикосова                | вулиця                      |
| 92           | Дідика                                      | Гетьманська                    | вулиця                      |
| 93           |                                             | Дмитра Яворницького            | вулиця                      |
| 94           |                                             | Дніпровська                    | вулиця                      |
| 95           | Добролюбова                                 | Степана Бандери                | вулиця                      |
| 96           | Донський                                    | Дунайський                     | провулок                    |
| 97           |                                             | Дружби                         | вулиця                      |
| 98           | Електрофікаторів                            | Електрифікаторів               | вулиця                      |
| 99           | Енгельса                                    | Воздвиженська                  | вулиця                      |
| 100          | Єнісейська                                  | Стародубська                   | вулиця                      |
| 101          | Єрмака, Баумана                             | Синевирна                      | вулиця                      |
| 102          | Жданова                                     | Кранобудівна                   | вулиця                      |
| 103          | Жигулівська, Ковпака                        | Січеславська                   | вулиця                      |
| 104          |                                             | Житомирська                    | вулиця                      |
| 105          | Жуковського                                 | Княжа                          | вулиця                      |
| 106          |                                             | Завокзальна                    | вулиця                      |
| 107          | Загородня                                   | Заміська                       | вулиця                      |
| 108          | Загребельного                               | Павла Загребельного            | вулиця                      |
| 109          |                                             | Залізний                       | провулок                    |
| 110          |                                             | Залізничний                    | провулок                    |
| 111          | Залізняка                                   | Максима Залізняка              | вулиця                      |
| 112          |                                             | Західна                        | вулиця                      |
| 113          |                                             | Зелений                        | провулок                    |
| 114          |                                             | Знам'янський                   | провулок                    |
| 115          | Зої Космодем'янської                        | Хортицька                      | вулиця                      |
| 116          | І. Сірка, К. Маркса                         | Івана Сірка                    | вулиця                      |
| 117          | І. Франка                                   | Івана Франка                   | вулиця                      |
| 118          |                                             | Івана Куценка                  | вулиця                      |
| 119          | Іжевський                                   | Острозький                     | провулок                    |
| 120          |                                             | Ізмаїльська                    | вулиця                      |
| 121          |                                             | Ізюмська                       | вулиця                      |
| 122          | Ілліча                                      | Тіниста                        | вулиця                      |
| 123          |                                             | Інгулецька                     | вулиця                      |
| 124          | Інтернаціональна                            | Новопавлівська                 | вулиця                      |
| 125          | Іртиська, Іртишська                         | Кастуся Калиновського          | вулиця                      |
| 126          | К. Лібкнехта                                | Патріотів України              | вулиця                      |
| 127          | К. Лібкнехта (перейменована частина вулиці) | Микитинська                    | вулиця                      |
| 128          | К. Маркса                                   | Перспективна                   | вулиця                      |
| 129          | К. Цеткін                                   | Базавлуцька                    | вулиця                      |
| 130          | Казанцева                                   | Миколи Гайдука                 | вулиця                      |
| 131          | Калашнікова                                 | Довгалівська                   | вулиця                      |
| 132          |                                             | Калиновий                      | провулок                    |
| 133          | Калініна                                    | Михайла Грушевського           | вулиця                      |
| 134          | Кальсіна                                    | Калуська                       | вулиця                      |
| 135          | Камська                                     | Марка Кропивницького           | вулиця                      |
| 136          |                                             | Кам'янська                     | вулиця                      |
| 137          |                                             | Кар'єрна                       | вулиця                      |
| 138          |                                             | Кармелюка                      | вулиця                      |
| 139          | Каспійська                                  | Теодосія Кіранова              | вулиця                      |
| 140          |                                             | Каховська                      | вулиця                      |
| 141          |                                             | Київська                       | вулиця                      |
| 142          | Кириченка, Ростовська                       | Раїси Кириченко                | вулиця                      |
| 143          | Кірова                                      | Журавлина                      | вулиця                      |
| 144          | Кіровоградська                              | Павла Богуша                   | вулиця                      |
| 145          |                                             | Кленовий                       | провулок                    |
| 146          |                                             | Ковельська                     | вулиця                      |
| 147          | Колгоспний                                  | Яблуневий                      | провулок                    |
| 148          | Коломенська                                 | Бориса Грінченка               | вулиця                      |
| 149          | Кольцова, Агафії Завідної                   | Агафії Завидної                | вулиця                      |
| 150          | Комарова                                    | Миколи Леонтовича              | вулиця                      |
| 151          | Комінтерна                                  | Гетьмана Сагайдачного          | вулиця                      |
| 152          | Комсомольська                               | Поштова                        | вулиця                      |
| 153          | Комунарів                                   | Кобзарів                       | вулиця                      |
| 154          | Комуністичний                               | Липовий                        | провулок                    |
| 155          |                                             | Конотопська                    | вулиця                      |
| 156          | Кооперативна                                | Ярмаркова                      | вулиця                      |
| 157          | Корбута                                     | Георгія Нарбута                | вулиця                      |
| 158          | Короленка                                   | Абрикосова                     | вулиця                      |
| 159          |                                             | Короткий                       | провулок                    |
| 160          | Костромська                                 | Владислава Остапенка           | вулиця                      |
| 161          | Котельникова                                | Братів Рапіних                 | вулиця                      |
| 162          |                                             | Котляревського                 | вулиця                      |
| 163          | Котовського                                 | Мирна                          | вулиця                      |
| 164          | Коцюбинського                               | Михайла Коцюбинського          | вулиця                      |
| 165          | Красіна                                     | Серпанкова                     | вулиця                      |
| 166          |                                             | Красний                        | провулок                    |
| 167          | Красногвардійський                          | Ранковий                       | провулок                    |
| 168          | Красуцького                                 | Володимира Великого            | вулиця                      |
| 169          |                                             | Кривий                         | провулок                    |
| 170          |                                             | Криворізька                    | вулиця                      |
| 171          | Крилова                                     | Самійла Величка                | вулиця                      |
| 172          |                                             | Кримський                      | провулок                    |
| 173          | Кріпака                                     | Отаманська                     | вулиця                      |
| 174          | Кронштадтська, Лавріна Капусти              | Марка Вовчка                   | вулиця                      |
| 175          |                                             | Круглий                        | провулок                    |
| 176          | Крупської, Паромна                          | Поромна                        | вулиця                      |
| 177          |                                             | Крутий                         | провулок                    |
| 178          |                                             | Кручений                       | провулок                    |
| 179          | Кубанська                                   | Якова Новицького               | вулиця                      |
| 180          | Кузнечний                                   | Ковальський                    | провулок                    |
| 181          | Куйбишева                                   | Козака Гонти                   | вулиця                      |
| 182          | Куксіна                                     | Лапинська                      | вулиця                      |
| 183          | Куликовська                                 | Канівська                      | вулиця                      |
| 184          |                                             | Курортна                       | вулиця                      |
| 185          | Курська                                     | Гетьмана Данила Апостола       | вулиця                      |
| 186          | Кустанайська                                | Михайла Сороки                 | вулиця                      |
| 187          | Кутузова                                    | Романа Шухевича                | вулиця                      |
| 188          | Л. Українки                                 | Лесі Українки                  | вулиця                      |
| 189          | Л. Чайкіної                                 | Овсія Голдовського             | вулиця                      |
| 190          | Леваневського                               | Короля Данила                  | вулиця                      |
| 191          | Леніна                                      | Трубників                      | проспект                    |
| 192          | Ленінградська                               | Весела                         | вулиця                      |
| 193          | Ленський                                    | Івана Світличного              | провулок                    |
| 194          | Лермонтова, Архіпа Куїнджи                  | Архипа Куїнджі                 | вулиця                      |
| 195          |                                             | Лисенка                        | вулиця                      |
| 196          | Лісна                                       | Лісова                         | вулиця                      |
| 197          | Ломоносова                                  | Євгена Патона                  | вулиця                      |
| 198          |                                             | Лоцманський                    | провулок                    |
| 199          |                                             | Лошкарівський                  | провулок                    |
| 200          |                                             | Лугова                         | вулиця                      |
| 201          | Луначарського                               | Промислова                     | вулиця                      |
| 202          | Магнітогорська                              | Валеріана Домгера              | вулиця                      |
| 203          | Майзенберга, Черновицкая                    | Василя Стуса                   | вулиця                      |
| 204          | Макаренка, Мартина Небаби                   | Спортивна                      | вулиця                      |
| 205          |                                             | Малий                          | провулок                    |
| 206          | Малиновського, Іркутська                    | Європейська                    | вулиця                      |
| 207          |                                             | Марганецька                    | вулиця                      |
| 208          | Мартинова Миколи                            | Ніла Хасевича                  | вулиця                      |
| 209          |                                             | Матюка                         | вулиця                      |
| 210          | Маяковського                                | Дмитра Коцюбайла               | вулиця                      |
| 211          |                                             | Медичний                       | провулок                    |
| 212          |                                             | Мелітопольська                 | вулиця                      |
| 213          | Мельничний                                  | Млиновий                       | провулок                    |
| 214          | Менделєєва                                  | Академіків Скороходів          | вулиця                      |
| 215          | Менжинського                                | Плавнева                       | вулиця                      |
| 216          |                                             | Металістів                     | провулок                    |
| 217          |                                             | Металургів                     | вулиця                      |
| 218          |                                             | Мечникова                      | вулиця                      |
| 219          | Микитина                                    | Рівненська                     | вулиця                      |
| 220          |                                             | Микитинський                   | узвіз                       |
| 221          |                                             | Миргородська                   | вулиця                      |
| 222          | Миронова                                    | Івана Мазепи                   | вулиця                      |
| 223          |                                             | Миру                           | вулиця                      |
| 224          | Михайличенка, Сахалінська                   | Князя Святослава Хороброго     | вулиця                      |
| 225          | Мініна                                      | Єдності                        | вулиця                      |
| 226          | Мінська                                     | Івана Карпенка-Карого          | вулиця                      |
| 227          | Мічуріна                                    | Семена Палія                   | вулиця                      |
| 228          | Можайського                                 | Дачна                          | вулиця                      |
| 229          | Мопровська                                  | Згоди                          | вулиця                      |
| 230          |                                             | Морський                       | провулок                    |
| 231          | Московська                                  | Євгена Коновальця              | вулиця                      |
| 232          | Мурманська                                  | Федора Лутая                   | вулиця                      |
| 233          |                                             | Набережна                      | вулиця                      |
| 234          | Надьожкіна                                  | Юрія Липи                      | вулиця                      |
| 235          | Нахімова                                    | Ювілейна                       | вулиця                      |
| 236          | Некрасова, Рєпіна                           | Іллі Рєпіна                    | вулиця                      |
| 237          | Нестерова, Коккінакі                        | Нестора Махна                  | вулиця                      |
| 238          |                                             | Нижній                         | провулок                    |
| 239          |                                             | Нова                           | вулиця                      |
| 240          | Новгородська                                | Петра Андріанова               | вулиця                      |
| 241          | Новикова-Прибоя                             | Нагірна                        | вулиця                      |
| 242          |                                             | Новосільська                   | вулиця                      |
| 243          |                                             | Одеська                        | вулиця                      |
| 244          |                                             | Озерна                         | вулиця                      |
| 245          | Окська                                      | Дмитра Донцова                 | вулиця                      |
| 246          | Олега Кошового                              | Олега Ольжича                  | вулиця                      |
| 247          | Олександра Невського                        | Зоряна                         | вулиця                      |
| 248          | Олександра Сухорукова, Антонова, Брянська   | Степана Борозного              | вулиця                      |
| 249          | Орловська, Кожедуба                         | Петра Болбочана                | вулиця                      |
| 250          | Остроухова                                  | Скіфська                       | вулиця                      |
| 251          | Охотничий                                   | Мисливський                    | провулок                    |
| 252          |                                             | Очаківський                    | провулок                    |
| 253          | П. Мирного                                  | Панаса Мирного                 | вулиця                      |
| 254          | П. Морозова                                 | Гетьмана Виговського           | вулиця                      |
| 255          | П. Осипенко                                 | Верхня                         | вулиця                      |
| 256          | Павла Тарана                                | Ольги Кобилянської             | вулиця                      |
| 257          | Павлоградська                               | Петра Дяченка                  | вулиця                      |
| 258          | Павлодарська                                | Дмитра Багалія                 | вулиця                      |
| 259          | Передовиків                                 | Зразкова                       | вулиця                      |
| 260          | Перекопський                                | Бахчисарайський                | провулок                    |
| 261          |                                             | Перемоги                       | вулиця                      |
| 262          |                                             | Переможців                     | вулиця                      |
| 263          |                                             | Переяславська                  | вулиця                      |
| 264          | Першотравнева                               | Незалежності України           | вулиця                      |
| 265          | Пестеля                                     | Паркова                        | вулиця                      |
| 266          | Петра Брачка                                | Івана Дубовика                 | вулиця                      |
| 267          |                                             | Пирогова                       | вулиця                      |
| 268          |                                             | Підгірна                       | вулиця                      |
| 269          |                                             | Піддубного                     | вулиця                      |
| 270          | Пінська                                     | Михайла Вербицького            | вулиця                      |
| 271          | Піонерський                                 | Пляжний                        | провулок                    |
| 272          | Пожарського                                 | Святопокровська                | вулиця                      |
| 273          | Покручений                                  | Звивистий                      | провулок                    |
| 274          |                                             | Полігонна                      | вулиця                      |
| 275          | Полоцька                                    | Ярослава Мудрого               | вулиця                      |
| 276          |                                             | Полтавська                     | вулиця                      |
| 277          |                                             | Польова                        | вулиця                      |
| 278          |                                             | Портова                        | вулиця                      |
| 279          | Постишева, Саратовська                      | Каштанова                      | вулиця                      |
| 280          |                                             | Преображенська                 | вулиця                      |
| 281          |                                             | Приморська                     | вулиця                      |
| 282          | Пролетарська                                | Музейна                        | вулиця                      |
| 283          |                                             | Прорізна                       | вулиця                      |
| 284          | Профінтерну                                 | Івана Підкови                  | вулиця                      |
| 285          |                                             | Прямий                         | провулок                    |
| 286          | Псковська                                   | Сергія Сови                    | вулиця                      |
| 287          | Пугачова                                    | Олекси Довбуша                 | вулиця                      |
| 288          | Путилівська                                 | Путивльська                    | вулиця                      |
| 289          | Пушкіна                                     | Михайла Старицького            | вулиця                      |
| 290          | Р. Люксембург                               | Козацька                       | вулиця                      |
| 291          | Радищева, Ярослава Стецька                  | Червоної Калини                | вулиця                      |
| 292          | Радіонова                                   | Мостова                        | вулиця                      |
| 293          | Радянська                                   | Бузкова                        | вулиця                      |
| 294          | Раскової                                    | Геннадія Жиздика               | вулиця                      |
| 295          |                                             | Резервний                      | провулок                    |
| 296          |                                             | Рибальський                    | провулок                    |
| 297          |                                             | Рибна                          | вулиця                      |
| 298          | Рижикова, Свято-Миколаївська                | Святомиколаївська              | вулиця                      |
| 299          | Рижська                                     | Ризька                         | вулиця                      |
| 300          | Рилєєва                                     | Академіка Віктора Єфімова      | вулиця                      |
| 301          | Річний                                      | Річковий                       | провулок                    |
| 302          | Робкооповська, Робкоопівська                | Юрія Чебанного                 | вулиця                      |
| 303          | Робочий                                     | Робітничий                     | провулок                    |
| 304          | С. Лазо                                     | Лозова                         | вулиця                      |
| 305          | С. Перовської                               | Олени Пчілки                   | вулиця                      |
| 306          |                                             | Садова                         | вулиця                      |
| 307          |                                             | Садовий                        | провулок                    |
| 308          | Сакко                                       | Барвиста                       | вулиця                      |
| 309          |                                             | Санаторна                      | вулиця                      |
| 310          | Свердлова                                   | Запорізька                     | вулиця                      |
| 311          | Свято-Андріївська, Пархоменка               | Святоандріївська               | вулиця                      |
| 312          |                                             | Севастопольська                | вулиця                      |
| 313          |                                             | Семафорний                     | провулок                    |
| 314          | Серафимовича                                | Струмкова                      | вулиця                      |
| 315          | Сергія Прокоф'єва                           | Князя Володимира Мономаха      | вулиця                      |
| 316          |                                             | Середній                       | провулок                    |
| 317          |                                             | Сімферопольська                | вулиця                      |
| 318          |                                             | Сінний                         | провулок                    |
| 319          | Славгородська                               | Славна                         | вулиця                      |
| 320          |                                             | Слави                          | вулиця                      |
| 321          |                                             | Слов'янська                    | вулиця                      |
| 322          | Смоленська                                  | Федора Грогуленка              | вулиця                      |
| 323          | Смоленський                                 | Лесі Барвінок                  | провулок                    |
| 324          |                                             | Солдатський                    | провулок                    |
| 325          |                                             | Сонячна                        | вулиця                      |
| 326          |                                             | Софіївська                     | вулиця                      |
| 327          | Спартаківський                              | Вербовий                       | провулок                    |
| 328          |                                             | Спокійний                      | провулок                    |
| 329          | Ст. Разіна, Свято-Троїцька                  | Святотроїцька                  | вулиця                      |
| 330          | Станіславського                             | Педагогічна                    | вулиця                      |
| 331          |                                             | Староливарна                   | вулиця                      |
| 332          |                                             | Степова                        | вулиця                      |
| 333          | Суворова                                    | Радісна                        | вулиця                      |
| 334          |                                             | Сулицька                       | вулиця                      |
| 335          |                                             | Сумська                        | вулиця                      |
| 336          | Сурикова                                    | Гетьмана Якова Шаха            | вулиця                      |
| 337          |                                             | Таврійський                    | провулок                    |
| 338          | Таганрозька                                 | Кирила Петренка                | вулиця                      |
| 339          |                                             | Телеграфний                    | провулок                    |
| 340          | Тельмана                                    | Чумацька                       | вулиця                      |
| 341          | Терська                                     | Гетьмана Богдана Микошинського | вулиця                      |
| 342          | Тимірязєва                                  | Лисогірська                    | вулиця                      |
| 343          |                                             | Тихий                          | провулок                    |
| 344          | Толстого                                    | Веселковий                     | провулок                    |
| 345          |                                             | Томаківська                    | вулиця                      |
| 346          |                                             | Тополиний                      | провулок                    |
| 347          | Троїцького повстання, Євдокимова            | Троїцького Повстання           | вулиця                      |
| 348          |                                             | Трубний                        | провулок                    |
| 349          |                                             | Трубченка                      | вулиця                      |
| 350          |                                             | Трудовий                       | провулок                    |
| 351          | Тульський                                   | Андрія Ковальова               | провулок                    |
| 352          | Тургенєва                                   | Руслана Гуріна                 | вулиця                      |
| 353          | Тюменська                                   | Волонтерська                   | вулиця                      |
| 354          | Тютчева                                     | Черкаська                      | вулиця                      |
| 355          |                                             | Тяговий                        | провулок                    |
| 356          | Ударний                                     | Привабливий                    | провулок                    |
| 357          |                                             | Український                    | провулок                    |
| 358          | Ульянівська                                 | Братів Шиянів                  | вулиця                      |
| 359          | Упорний                                     | Кодацький                      | провулок                    |
| 360          | Уральська                                   | Гетьмана Павла Полуботка       | вулиця                      |
| 361          | Урицького                                   | Північна                       | вулиця                      |
| 362          |                                             | Урожайна                       | вулиця                      |
| 363          | Успенського                                 | Віри Білай                     | вулиця                      |
| 364          |                                             | Учительська                    | вулиця                      |
| 365          | Ушакова                                     | Старобільська                  | вулиця                      |
| 366          | Ушинського                                  | Джерельна                      | вулиця                      |
| 367          |                                             | Фабрична                       | вулиця                      |
| 368          | Файнштейна                                  | Староцерковна                  | вулиця                      |
| 369          |                                             | Фастівська                     | вулиця                      |
| 370          |                                             | Федора Вовка                   | вулиця                      |
| 371          |                                             | Фестивальна                    | вулиця                      |
| 372          |                                             | Фронтовий                      | провулок                    |
| 373          | Фрунзе                                      | Мистецька                      | вулиця                      |
| 374          | Фурманова                                   | Фермерська                     | вулиця                      |
| 375          |                                             | Харківська                     | вулиця                      |
| 376          | Хасанівський                                | Соломії Крушельницької         | провулок                    |
| 377          |                                             | Херсонський                    | узвіз                       |
| 378          | Хилинського                                 | Злагоди                        | вулиця                      |
| 379          |                                             | Хліборобів                     | вулиця                      |
| 380          | Хлястикова                                  | В'ячеслава Липинського         | вулиця                      |
| 381          | Хохлова Костянтина                          | Гната Хоткевича                | вулиця                      |
| 382          |                                             | Царичанський                   | провулок                    |
| 383          |                                             | Цегельна                       | вулиця                      |
| 384          |                                             | Центральна                     | вулиця                      |
| 385          | Цимлянська                                  | Трипільська                    | вулиця                      |
| 386          | Цілинний, Квітки Цісик                      | Вишневий                       | провулок                    |
| 387          | Ціолковського                               | Сергія Корольова               | вулиця                      |
| 388          | Чайковського, Героїв-рятувальників          | Героїв Рятувальників           | вулиця                      |
| 389          | Чалого                                      | Довга                          | вулиця                      |
| 390          | Чапаєва                                     | Залиманна                      | вулиця                      |
| 391          | Череповецька                                | Гетьмана Петра Дорошенка       | вулиця                      |
| 392          | Чернишевського                              | Григорія Сковороди             | вулиця                      |
| 393          |                                             | Чернігівська                   | вулиця                      |
| 394          | Черняхівського, Черняховського              | Івана Сулими                   | вулиця                      |
| 395          | Чехова                                      | Героїв Маріуполя               | вулиця                      |
| 396          | Читинська                                   | Володимира Симиренка           | вулиця                      |
| 397          | Чкалова, Ігоря Сікорського                  | Ігора Сікорського              | вулиця                      |
| 398          |                                             | Чорноморська                   | вулиця                      |
| 399          | Чубаря                                      | Бориса Мозолевського           | вулиця                      |
| 400          |                                             | Шевченка                       | вулиця                      |
| 401          | Ширшова                                     | Січова                         | вулиця                      |
| 402          | Шишкіна                                     | Олександра Мурашка             | вулиця                      |
| 403          |                                             | Шкільний                       | провулок                    |
| 404          | Шмідта                                      | Терещенківська                 | вулиця                      |
| 405          | Шульгіна                                    | В'ячеслава Чорновола           | вулиця                      |
| 406          | Щербакова                                   | Бризова                        | вулиця                      |
| 407          | Щорса                                       | Межова                         | вулиця                      |
| 408          | Щуренка Романа                              | Романа Щуренка                 | вулиця                      |
| 409          |                                             | Юріївський                     | провулок                    |
| 410          |                                             | Ялтинська                      | вулиця                      |
| Інші об'єкти |                                             |                                |                             |
| 411          | 50 років Жовтня                             | Незалежності                   | майдан                      |
| 412          |                                             | Богдана Хмельницького          | площа                       |
| 413          | Визволення                                  | Микитинський                   | сквер                       |
| 414          |                                             | Заводський                     | сквер                       |
| 415          | Куценка О.І.                                | Олександра Куценка             | площа                       |
| 416          |                                             | Лапинський                     | сквер історико-меморіальний |
| 417          | Пам'яті загиблим комсомольцям               | Пам'яті                        | парк                        |
| 418          | Парк 80-річчя Дніпропетровської області     | Молодіжний                     | парк                        |
| 419          |                                             | Північний                      | сквер                       |
| 420          | Пушкіна                                     | Захисників Неба                | парк                        |